# ドウス (遺跡)
ドウス（Dowth、アイルランド語: Dubhadh）は、アイルランド島ミース県のボイン渓谷にある新石器時代の羨道墳。北緯53度42分10.5秒 西経6度26分57秒 / 北緯53.702917度 西経6.44917度 にある。

## 遺跡概略
ブルー・ナ・ボーニャの中核をなす3つの墳墓（他はニューグレンジとノウス）の中でも最も古い。周辺の遺跡に比べると規模が小さく、装飾も貧弱であることから、観光客もあまり訪れない。1847年に発掘調査が行われたが、そのずっと以前にヴァイキングなどが略奪していた。
ケアンまたは墳丘の直径は約90メートルで、高さは15メートルほどである。縁石に囲まれており、その一部には彫刻も施されている。縁石の周辺には石英が散らばっており、墓の入り口周辺はニューグレンジのように白く輝いていたと考えられる。3つの石を線状に並べた羨道が西から塚の内部に通じている。
長い羨道は3つの敷居石をまたぎ、十字形の石室に到達する。石室の天井はニューグレンジのように持ち送りではなく、まぐさ石構造になっている。羨道や石室の壁の石にはところどころに渦巻き紋、山形紋、菱形紋、丸に放射状の線が入った花または日輪のような模様などが描かれている。床には1つの石鉢があったが、5000年の年月による磨耗が激しい。十字形の右側の腕の先には低い敷居石をまたいで別の細長い石室があり、L字形になっている。この部分が墓の中でも最初に作られた部分で、後から十字形の墓室が追加されたと考えられている。その床には長さ2.4メートルの敷石があり、そこに楕円形の人工的な窪みが付けられている。最近まで鉄のカゴの中のはしごを降りてこの十字形の墓室に降り、ぐらぐらしている石の上を這い回ることができた。今では内部へのアクセスは禁止されており、全体が金属製の格子で保護されている。
カップ模様、渦巻き紋、花のようなデザインの模様のある縁石が2つめのやや小さい墓室入り口の前にあり、こちらはコンクリート製の屋根で補強されている。こちらの墓室にも若干ながら装飾のある石があり、右手に大きな凹所がある。
十字形墓室の羨道の入り口付近には、中世初期に作られた地下道もある。
ドウスはニューグレンジと同様、冬至前後に太陽の光が羨道に射し込むようになっている。"The Stars and the Stones: Ancient Art and Astronomy in Ireland"（Thames and Hudson 1983、1994年に "The Stones of Time" として再出版）の著者 Martin Brennan はボイン渓谷で10年間研究し、驚くべき配置を発見した。11月から2月まで、夕方の陽射しが小さい方の墓室の羨道に射し込む。冬至のころには陽射しが羨道の左側の壁にまず当たり、徐々に円形の石室に射し込んで行き、3つの石が太陽の光に照らされる。
石室の中央の石が太陽光を反射して暗い凹所を照らし、そこにある装飾のある石を浮かび上がらせる。その後陽射しは徐々に角度が変化して羨道の右側の壁を照らすようになり、日没を迎える。この間、約2時間かかる。

## 見学について
ドウスまで行くことは制限されていないが、ドウスの小さい方の墓室へのアクセスは制限されている。ブルー・ナ・ボーニャのビジターセンターで保証金と引き換えに鍵を入手しなければならない。十字形墓室の方は羨道や中世の地下道も含めて、一般人は立ち入り禁止になっている。